# Belgrader Derby
Das Belgrader Derby (serbisch Београдски дерби Beogradski derbi), in Serbien auch als „Ewiges Derby“ (serbisch Вечити дерби/Večiti derbi) bekannt, ist die Bezeichnung für das Aufeinandertreffen zwischen den Sportvereinen Roter Stern und Partizan. Beide gehören zu den erfolgreichsten Vereinen des ehemaligen Jugoslawien, sowie des heutigen Serbien und stammen aus der Hauptstadt Belgrad.
Besondere Brisanz entsteht auch dadurch, dass die Stadien der beiden Rivalen nur ein paar hundert Meter voneinander entfernt liegen. Die größte Zuschauerzahl bei einem Spiel zwischen Roter Stern und Partizan wurde im Stadion Roter Stern  verbucht, als über 108.000 Zuschauer anwesend waren.

## Name
Der Begriff Večiti derbi (zu Deutsch „Ewiges Derby“) leitet sich von der langen Rivalität zwischen den beiden Vereinen her, vor allem durch die regelmäßigen und zahlreichen Begegnungen dieser beiden Mannschaften über die Saison. Das erste Derby jedoch, das in Jugoslawien als Večiti derbi bezeichnet wurde, war die Begegnung zwischen den Belgrader Vereinen BSK und dem SK Velika Srbija bzw. SK Jugoslavija Anfang des 20. Jahrhunderts. Nach dem Zweiten Weltkrieg wurde neben dessen Rivalität auch die Derbybezeichnung auf die kurz darauf gegründeten Vereine Roter Stern und Partizan übertragen. Für dieses Aufeinandertreffen sind auch andere Bezeichnungen im Umlauf, neben Das ewige Derby bzw. Ewiges Derby etwa Belgrader Derby, Derby von Belgrad, Großes Belgrader Derby, Belgrader Stadtderby oder zuletzt auch als Das Derby Südosteuropas. In Serbien ist der Terminus Večiti derbi von Anfang an der mit Abstand gebräuchlichste.

## Geschichte

### Die Hintergründe

Vereinswappen des Belgrader SK.

Anfang des 20. Jahrhunderts existierten im Königreich Serbien bereits mehrere Fußballvereine, unter ihnen der Belgrader Verein BSK, heute OFK Belgrad. Nach einem Streit zwischen der Vereinsführung und mehreren Spielern beschlossen diese den Klub zu verlassen und gründeten einen neuen Sportverein namens SK Velika Srbija. Die erste Begegnung des neuen Vereins wurde ausgerechnet gegen den BSK ausgetragen, dem man sich trotz guter Leistungen am 13. September 1913 mit 0:2 geschlagen geben musste. Es war der Beginn einer sportlichen Rivalität, die schon bald als erstes in Serbien mit dem Namen Večiti derbi bezeichnet werden sollte. Das Aufeinandertreffen zwischen dem BSK und SK Velika Srbija entwickelte sich schnell zum Zuschauermagneten. Ebenso schnell entwickelte sich auch die Rivalität, wodurch das Spiel letztendlich zur wichtigsten Begegnung der Saison wurde. Zwischen 1923 und 1941 gewann der BSK fünf Meisterschaften und war somit der erfolgreichste Verein im Königreich Jugoslawien, während der SK Velika Srbija, der 1919 den Namen in SK Jugoslavia ändern musste, zwei Titel für sich holen konnte.

Vereinswappen des SK Jugoslavija

Während dieser Periode erhielten beide Vereine neue Stadien. Das 1927 erbaute Stadion von SK Jugoslavija befand sich nun auf dem Topčidersko Brdo (Topčiderberg), genau dort, wo sich heute das Stadion Roter Stern befindet. Dort befand sich auch nur wenige hundert Meter entfernt die Heimstätte von BSK, das etwa 30.000 Zuschauern Platz bot und zu den größten und modernsten auf der Balkanhalbinsel gehörte. Kurz nach dem Zweiten Weltkrieg wurde SK Jugoslavija von den neuen kommunistischen Behörden aufgelöst; sein Eigentum sollte später dem neugegründeten Sportverein Roter Stern Belgrad übergeben werden. Der Verein erhielt sogar einige Spieler, die Klubfarben und sogar das Vereinswappen leitete man vom SK Jugoslavija ab. Somit wurde Roter Stern praktisch aus dem SK Jugoslavija bzw. SK Velika Srbija heraus gebildet. Allerdings betrachtete sich Roter Stern nie selbst als dessen Nachfolger, während andere, sogar einige Fans, dies anders sehen und ein neues Gründungsdatum für Roter Stern in Betracht ziehen.
Ähnlich traf es auch den BSK, der unter diesem Namen nicht mehr auflaufen durfte, während das Stadion zugunsten der Jugoslawischen Volksarmee enteignet wurde, die nach der Gründung Partizans auf dem Grundstück ein neues Stadion erbauen ließ, das heutige Partizan-Stadion. Zwischen 1945 und 1950 trug der BSK den Namen Metalac, danach wieder BSK. 1957 erhielt der Verein schließlich den heutigen Namen OFK Belgrad. Trotz einiger Erfolge verlor der Verein während dieser Zeit nicht nur sein Heimstadion, sondern auch seine Popularität an Partizan, nicht nur in Belgrad, sondern im ganzen Land. Seitdem steht der Verein im Schatten der großen Belgrader Stadtrivalen Roter Stern und Partizan. Letztendlich übertrugen sich nicht nur ein Teil der Tradition bzw. die Stadien auf die neuen Vereine, sondern auch die Rivalität, die im Jahr 1913 ihren Anfang nahm.

### Der Beginn
Die Gründungsdaten beider Vereine im Jahr 1945 lagen nur wenige Monate auseinander. Die Initiative ging dabei von verschiedenen politischen Institutionen aus. Der Sportverein Roter Stern Belgrad wurde am 4. März 1945 von Jugendlichen des Vereinigten Bundes der antifaschistischen Jugend Serbiens gegründet. Wenige Monate später, genauer am 4. Oktober 1945, wurde Partizan Belgrad gegründet, und zwar von jungen Offizieren der jugoslawischen Volksarmee, die den Verein nach den jugoslawischen Partisanen benannte. Das erste Aufeinandertreffen der Fußballabteilungen fand am 5. Januar 1947 in der neuformierten 1. jugoslawischen Liga statt. Im Partizan-Stadion, damals noch als Stadion der jugoslawische Volksarmee bekannt, versammelten sich bei −19 °C über 4000 Zuschauer. Roter Stern konnte diese Begegnung mit 4:3 für sich entscheiden, während Partizan bereits im nächsten Spiel vor 30.000 Zuschauern mit 1:0 die Revanche gelang, dies ebenfalls im Heimstadion.
Zur ersten Auflage im Pokal hingegen kam es am 23. November 1947, als Partizan im Viertelfinale Roter Stern zu Hause vor 20.000 Zuschauern mit 2:1 besiegte. Letztendlich konnte Partizan bereits in seiner ersten Saison das Double für sich entscheiden. Fortan entwickelte sich eine große Rivalität, dazu hat aber auch das spielerische Niveau beider Teams beigetragen, denn von Anfang an gehörten sie zu den absoluten Spitzenteams im nationalen Fußball. Die darauf folgende Saison beendete Partizan als dritter, zwei Plätze besser als Roter Stern, jedoch verlor Partizan das erste Pokalfinale gegen seinen Erzrivalen am 29. November 1948 vor 30.000 Zuschauern auswärts mit 0:3. Neben dem rein sportlichen Wettbewerb um die Meisterschaft bzw. den Pokal, entstand bald auch eine Art Machtkampf zwischen dem Innenministerium und den Behörden der jugoslawischen Armee.

## Zuschauerinteresse und Medieninteresse
Das Zuschauerinteresse am ewigen Derby übertrifft seit der Mitte der 1940er-Jahre bei weitem das für andere Paarungen, nicht nur in der jugoslawischen Liga, sondern in ganz Südosteuropa. Dies zeigte sich unter anderem eindrucksvoll in der Saison 1976/77, als das 59. Belgrader Derby von etwa 100.000 Zuschauern verfolgt wurde, davon 90.125 mit Eintrittskarte. Während eines Spiels waren sogar über 108.000 Zuschauer im Stadion Roter Stern. Trotz des internen Charakters des Konkurrenzkampfes erwarb sich das Derby von Belgrad außer durch seine Atmosphäre auch durch sein hohes Spielniveau schnell weltweit Ruhm und Anerkennung, denn der jugoslawische Fußball zählte lange Zeit zur europäischen Spitze. Daneben genießt dieses Aufeinandertreffen der Vereine aus der einzigen Metropole des ehemaligen Landes bis heute hohe mediale Aufmerksamkeit, so dass diese Begegnung in der gesamten Region per TV- und Radioübertragungen live zu verfolgen ist. Auch außerhalb der Landesgrenzen erregt dieses Spiel großes Interesse und gehört zu den meistgesehenen südosteuropäischen Sportveranstaltungen weltweit. So übertrugen zuletzt neben zahlreichen Ländern in Europa, darunter Polen, Rumänien und Russland, auch außereuropäische diese Begegnung live, darunter auch Brasilien. Für den arabischen Sprachraum überträgt häufig der katarische Sender Al Jazeera das Belgrader Derby.

## Bilanz
Bislang fanden 240 Derbys statt. Damit gehört das ewige Derby zu den meistgespielten Fußballderbys Europas. Mit 107 Siegen hat Roter Stern die meisten Partien gewonnen.
Der höchste Sieg gelang Partizan zu Hause am 6. Dezember 1953. Die Schwarz-Weißen bezwangen Roter Stern mit 7:1, bis heute die torreichste Begegnung zwischen diesen beiden Mannschaften. Nach Einführung der ersten jugoslawischen Liga durften beide Teams einen 6:1-Heimsieg feiern. Zudem deklassierte Partizan den Gastgeber Roter Stern einmal mit 5:0 (1962).
| Wettbewerb | Spiele | Siege Roter Stern | Remis | Siege Partizan | Tore Roter Stern | Tore Partizan |
| ---------- | ------ | ----------------- | ----- | -------------- | ---------------- | ------------- |
| Liga       | 168    | 66                | 55    | 47             | 232              | 198           |
| Pokal      | 40     | 21                | 5     | 14             | 59               | 50            |
| Sonstige   | 54     | 25                | 9     | 20             | 103              | 88            |
| Gesamt     | 262    | 112               | 69    | 81             | 394              | 336           |

Stand Februar 2022

## Zahlen und Rekorde
In der langen Geschichte des ewigen Derbys sind zahlreiche Zahlen und Rekorde erreicht worden sowie Besonderheiten aufgetreten, die in diesem Abschnitt behandelt werden.
- Das erste Aufeinandertreffen fand in der Saison 1946/47 am 5. Januar 1947 im Partizan-Stadion statt, das damals noch als Stadion der jugoslawische Volksarmee bekannt war, als sich bei −19 °C über 4000 Zuschauer versammelten, die Zeuge des 4:3-Sieges von Roter Stern wurden. Das erste Tor in der Geschichte des Derbys schoss Jovan Jezerkić von Roter Stern; das erste Tor für Partizan erzielte dessen heutiger Rekordspieler Stjepan Bobek. Den Schwarz-Weißen gelang bereits im zweiten Spiel die Revanche, als sie am 27. April 1947 zu Hause vor 30.000 Zuschauern mit 1:0 gewannen.
- Zur ersten Auflage im Pokal kam es am 23. November 1947, als Partizan im Viertelfinale Roter Stern zu Hause vor 20.000 Zuschauern mit 2:1 besiegte.
- Das erste Pokalfinale zwischen den beiden Rivalen fand am 29. November 1948 statt, das Roter Stern zu Hause vor 30.000 Zuschauern mit 3:0 gewann.
- Zweimal leiteten ausländische Schiedsrichter „Das ewige Derby“: Am 25. August 1957 war dies der Italiener Francesco Liverani, am 2. März 1958 ein österreichischer Schiedsrichter. Beide Spiele fanden im Stadion Roter Stern statt und endeten 2:2 unentschieden.
- Am 2. Dezember 1959 trafen die Rivalen im Sechzehntelfinale des jugoslawischen Pokals aufeinander. Nach einem 2:2 ging das Spiel ins Elfmeterschießen, in dem Partizans Torwart Milutin Šoškić zwei Schüsse abwehrte und schließlich selbst den Siegestreffer erzielte.
- Die erste Begegnung, die 0:0 endete, war das 29. Derby, das am 1. Oktober 1961 ausgetragen wurde.[11]
- Das erste Derby, das im Fernsehen übertragen wurde, war das 37. Derby vom 5. Dezember 1965.
- Das erste Spiel unter Flutlicht wurde am 7. Mai 1972 im Stadion Roter Stern absolviert; es war das 50. Belgrader Derby.[12]
- Die höchste je offiziell registrierte Zuschauerzahl gab es am 7. November 1976 während des 59. Belgrader Derbys. Im Marakana waren etwa 100.000 Zuschauer anwesend, davon 90.125 Zuschauer mit Eintrittskarte.[13] Während eines Spiels waren sogar über 108.000 Zuschauer im Stadion.
- Der bisher einzige direkt verwandelte Eckball in einem Derby gelang dem ehemaligen Spielmacher Dragan Stojković, genannt Piksi, von Roter Stern, als er am 6. September 1987 Torwart Branislav Đukanović während eines Auswärtsligaspiels zum 1:0 überwand.[14]
- Das bisher einzige Spiel, das ohne Zuschauer ausgetragen wurde, war die Begegnung vom 1. März 2008.
- Die erste Rote Karte erhielt Ljuba Spajić von Roter Stern.
- Živorad Jevtić von Roter Stern nahm an zehn Derbys teil, von denen seine Mannschaft keines verlor.
- Vladimir Dišljenković hütete das Tor von Roter Stern bei fünf Derbys, dabei kassierte er kein einziges Tor.